# Айзек Гемпстед Райт
Айзек Гемпстед Райт (англ. Isaac Hempstead Wright; нар. 9 квітня 1999, Англія) — англійський актор, найбільш знаний за роллю Брана Старка у телесеріалі «Гра престолів» каналу HBO, яка принесла йому номінацію на премію «Молодий актор» за найкращу роль другого плану у телесеріалі.

## Біографія
Айзек Гемпстед Райт народився 9 квітня 1999 року в графстві Кент, Англія. Він навчався у гімназії королеви Єлизавети, що у Фейвешемі. Він не цікавився акторською діяльністю, поки не приєднався до драмгуртка.

## Кар'єра
Гемпстед Райт почав зніматися в рекламних роликах і вивчати акторську майстерність у Молодіжному театрі Кента, в Кентербері. Він дебютував у кіно в містичному трилері «Екстрасенс», але його великим проривом стала роль Брандона Старка у телесеріалі «Гра престолів».
Айзек також знявся у кримінальному трилері «Замкнутий ланцюг» (2013). Актор озвучив одного з персонажів анімаційного фільму студії Laika «Сімейка монстрів» (2014).

## Цікаві факти

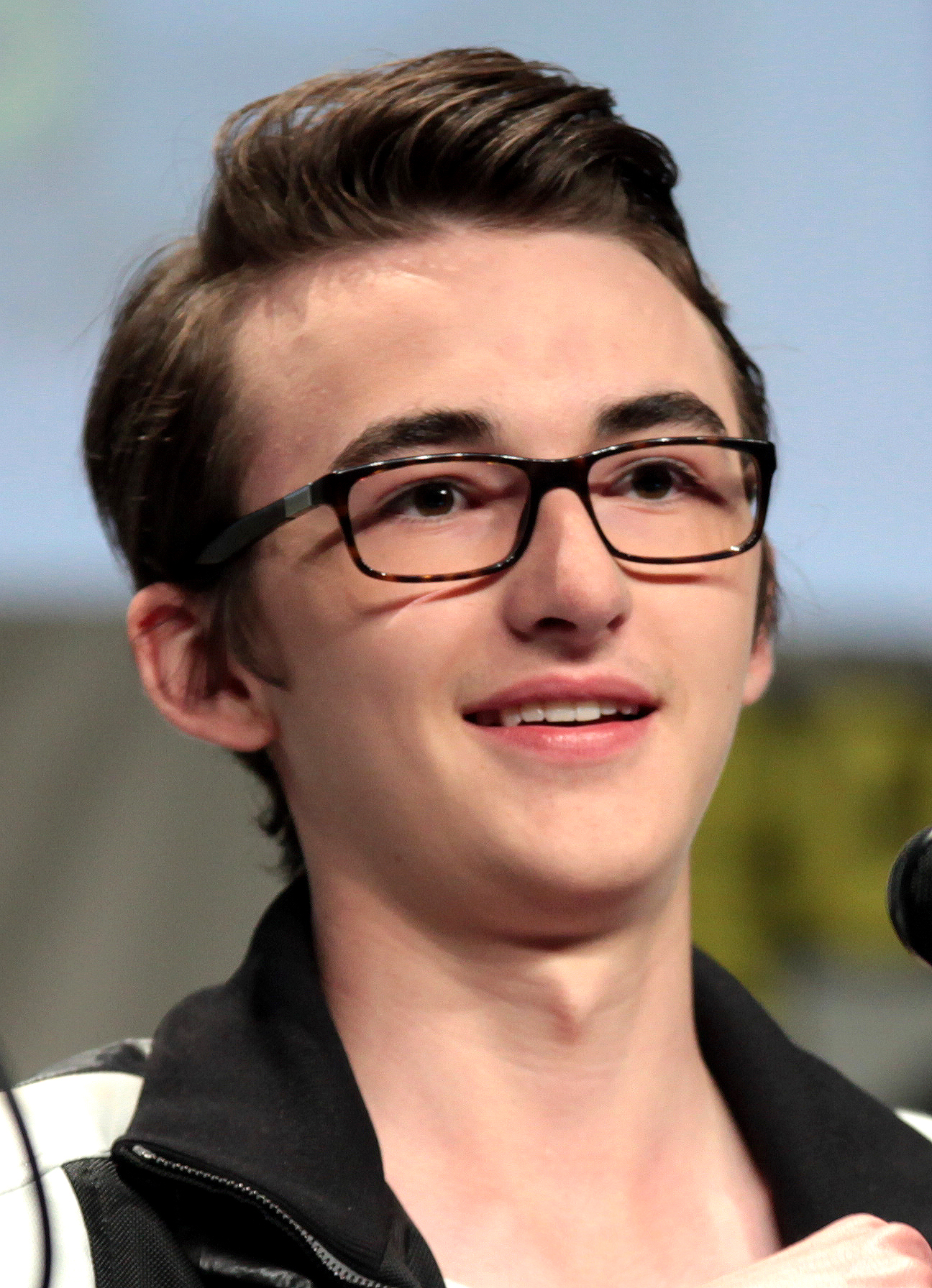
На San Diego Comic-Con International, 2014 р.

В одному з інтерв'ю Айзека запитали чи правдива інформація з Вікіпедії про те, що він відкладає зароблені в «Грі престолів» гроші, щоб заплатити за навчання в університеті. Актор відповів: «У цьому Вікіпедія помиляється».

## Фільмографія

### Кіно
| Рік  | Назва             | Роль     | Примітка  |
| ---- | ----------------- | -------- | --------- |
| 2011 | Екстрасенс        | Том      |           |
| 2013 | Замкнутий ланцюг  | Том Роуз |           |
| 2014 | Сімейка монстрів  | Еггз     | озвучення |
| 2021 | Покоління Вояджер | Едвард   |           |

### Телебачення
| Рік       | Назва             | Роль       | Примітка                         |
| --------- | ----------------- | ---------- | -------------------------------- |
| 2011–2019 | Гра престолів     | Бран Старк | 41 епізод                        |
| 2014      | Гріфіни           | Ейден      | озвучення; епізод: «Chap Stewie» |
| 2016      | Хуліганські казки | Джек       | озвучення; телемультфільм        |